# Turnê Festa
Turnê Festa foi a terceira turnê oficial da cantora brasileira Ivete Sangalo, iniciada em dezembro de 2001 para a divulgação de seu álbum Festa.

## Antecedentes
O álbum Festa foi lançado em 4 de dezembro de 2001, gravado em Salvador, no estúdio Ilha dos Sapos e produzido pelo percussionista Alexandre Lins. Festa marca uma maior mistura de ritmos, entre eles o funk americano como se vê na canção Pop Zen, o MPB e o pop, como em canções como "Meu Maior Presente", "E Tudo Mais" (composta por Nando Reis), "Assimétrica" (composta por Gilberto Gil), "Ruas e Rios" e "Astral". Apenas três faixas possuem maior influência do axé: a dançante "Tum, Tum, Goiaba" e as agitadas "O Grande Chefe" e "Aqui Vai Rolar". A canção-título "Festa" foi o grande sucesso do carnaval de 2002, sendo a terceira música de trabalho de Ivete a alcançar o topo da "Hot 100 Brasil", lista das músicas mais executadas nas rádios brasileiras. Juntamente com "Deixa a Vida Me Levar", do sambista Zeca Pagodinho, "Festa" foi um dos hinos do pentacampeonato da Seleção Brasileira de Futebol, conquistado sobre a seleção da Alemanha na Copa do Mundo FIFA de 2002. No videoclipe, Ivete promove uma grande festa com vários amigos artistas.

## Desenvolvimento
"Antes havia uma preocupação com o som do trio, todo artista quer um som bom, mas eu me preocupei com o espaço físico do trio, em fazer um camarim com frigobar, microondas, espelho, chuveiro, tudo o que eu sempre quis."

— Ivete sobre a produção do trio elétrico em que ela fazia os shows em 2002.
A turnê de divulgação do álbum Festa trouxe Ivete se aventurando como musicista, tocando violão, guitarra e percussão durante a apresentação das faixas, influenciada por seu marido na época, Davi Moraes, que acreditava que isso acrescentaria em sua identidade artística no palco. Ivete se preocupou nesta fase em incrementar seu trio elétrico, o qual ela levava para os shows neste formato, para se destacar dos demais artistas. Segundo ela, em entrevista para a revista Playboy, a intenção era deixa-lo mais confortável para que o shows não precisasse parar: "Eu toco com uma big band, e, pra todo mundo ficar lá confortavelmente, a gente soube fazer a coisa".
Outro fator diferente na turnê foi que Ivete deixou a administração de seus shows para a Caco de Telha, empresa que ela criou e que era dirigida por seus irmãos, o que deu a ela liberdade para selecionar seu próprio repertório sem se comprometer em ter que aceitar as escolhas de produtos, além de escolher seu próprio figurino e arranjos. "Nos dois primeiros anos solicitavam a inclusão de algumas músicas. Depois, eu tomei pra mim. Eu pensei, bicho, já que eu vou assinar debaixo disso, deixa eu tomar pra mim. Cuido de figurino, repertório, arranjos, eu troquei até músico. Eu lembro que saiu um baterista, entrou outro, tudo sob minha responsabilidade. Antes eu tinha uma obediência, depois fui percebendo que fazia parte daquilo e vi que poderia ser a cabeça." Em 2 de agosto de 2002, durante show no Rio de Janeiro, Ivete revelou que havia se casado em segredo com Davi Moraes. No Festival de Verão de Salvador, em 1 de fevereiro de 2003, Ivete anunciou que gravaria seu primeiro DVD no final daquele ano, logo após o lançamento de seu futuro álbum, Clube Carnavalesco Inocentes em Progresso. No Carnaval daquele ano, Ivete aproveitou para fechar uma parceria com a casa de shows Casa D’Itália, na qual ela se apresentava lá após seu desfile.

## Repertório
1. "Festa"
2. "Pererê"
3. "Canibal"
4. "De Ladinho"
5. "Bug, Bug, Bye, Bye"
6. "Carro Velho"
7. "Arerê" / "Para Não (Tem Alguém Cansado Aí?)" (cover de Xuxa) / "Tindolelê" (cover de Xuxa)
8. "Timbalada de Desejos" (cover de Timbalada) / "Vamô Pulá!" (cover de Sandy & Junior)
9. "Astral"
10. "Instrumental" (Eva)
11. "A Lua Q Eu T Dei"
12. "Se Eu Não Te Amasse Tanto Assim" / "Back at One (canção)"
13. "Tum, Tum, Goiaba"
14. "Tô Na Rua"
15. "Empurra-Empurra"
16. "Levada Louca"
17. "Ivete Sangalo Night Clube" (com "Mutante (canção)" de Daniela Mercury)
18. "Festa"

1. "Festa"
2. "Pererê"
3. "Canibal"
4. "Penso"
5. "De Ladinho"
6. "Bug, Bug, Bye, Bye"
7. "Arerê"
8. "Ruas e Rios"
9. "Meu Maior Presente"
10. "Back at One"
11. "Astral"
12. "Tum, Tum, Goiaba"
13. "Tô Na Rua"
14. "O Grande Chefe"
15. "Se Eu Não Te Amasse Tanto Assim"
16. "A Lua Q Eu T Dei"
17. "Empurra-Empurra"
18. "Levada Louca"

1. "Festa"
2. "Pererê"
3. "Canibal"
4. "Bug, Bug, Bye, Bye"
5. "Astral"
6. "Arerê"
7. "Toneladas de Desejo" (cover de Timbalada) / "Vamo Pulá!" (cover de Sandy & Junior)
8. "Céu da Boca"
9. "Ruas e Rios"
10. "Tum, Tum, Goiaba"
11. "Fricote" (com a participação de Luiz Caldas)
12. "Beverly Hils" (com a participação de Luiz Caldas)
13. "Visão do Cíclope" (com a participação de Luiz Caldas)
14. "Ajayô" (com a participação de Luiz Caldas)
15. "Tô na Rua"
16. "Empurra-Empurra"
17. "Levada Louca"
18. "Festa" (reprise)

1. "Tum, Tum, Goiaba"
2. "De Ladinho"
3. "Céu da Boca"
4. "Toneladas de Desejo" (cover de Timbalada) / "Vamô Pulá!" (cover de Sandy & Junior)
5. "Festa"
6. "Pererê"
7. "Dandalunda" (cover de Margareth Menezes)
8. "Vem, Meu Amor" / "Nossa Gente (Avisa Lá)"
9. "Deusa do Amor" / "Jeito Faceiro" (cover de Olodum) / "Rebentão" / "Auê" (cover de Cheiro de Amor)
10. "Astral"
11. "Meu Maior Presente" / "I Belong to You" (cover de Lenny Kravitz) / "Meu Maior Presente" (bis)
12. "A Estrada" (cover de Cidade Negra)
13. "Tô na Rua"
14. "Empurra-Empurra"
15. "Prefixo de Verão" (cover de Bamdamel)
16. "Levada Louca"

## Datas
| Data                    | Cidade                   | País           | Extras                         |                |
| América do Sul          | América do Sul           | América do Sul | América do Sul                 | América do Sul |
| ----------------------- | ------------------------ | -------------- | ------------------------------ | -------------- |
| 22 de dezembro de 2001  | Salvador                 | Brasil         | Parque de Exposições - Fenagro |                |
| 8 de março de 2002      | Fortaleza                | Brasil         | —                              |                |
| 9 de março de 2002      | Juazeiro                 | Brasil         | —                              |                |
| 14 de março de 2002     | Campo Grande             | Brasil         | —                              |                |
| 15 de março de 2002     | Cuiabá                   | Brasil         | —                              |                |
| 20 de março de 2002     | São Paulo                | Brasil         | —                              |                |
| 24 de março de 2002     | Parnamirim               | Brasil         | —                              |                |
| 25 de março de 2002     | Fortaleza                | Brasil         | —                              |                |
| 4 de abril de 2002      | São José de Ribamar      | Brasil         | —                              |                |
| 6 de abril de 2002      | Natal                    | Brasil         | —                              |                |
| 7 de abril de 2002      | Teresina                 | Brasil         | —                              |                |
| 11 de abril de 2002     | Parnaíba                 | Brasil         | —                              |                |
| 12 de abril de 2002     | Aracaju                  | Brasil         | —                              |                |
| 19 de abril de 2002     | Maceió                   | Brasil         | —                              |                |
| 22 de abril de 2002     | Arapiraca                | Brasil         | —                              |                |
| 1 de maio de 2002       | São Paulo                | Brasil         | —                              |                |
| 2 de maio de 2002       | São Paulo                | Brasil         | —                              |                |
| 2 de maio de 2002       | Belo Horizonte           | Brasil         | Estádio Mineirão               |                |
| 10 de maio de 2002      | Campinas                 | Brasil         | —                              |                |
| 10 de maio de 2002      | Várzea Grande            | Brasil         | —                              |                |
| 11 de maio de 2002      | Rondonópolis             | Brasil         | —                              |                |
| 13 de maio de 2002      | Dourados                 | Brasil         | —                              |                |
| 17 de maio de 2002      | Curitiba                 | Brasil         | —                              |                |
| 18 de maio de 2002      | Florianópolis            | Brasil         | —                              |                |
| 23 de maio de 2002      | Porto Alegre             | Brasil         | —                              |                |
| 24 de maio de 2002      | Recife                   | Brasil         | —                              |                |
| 26 de maio de 2002      | Salvador                 | Brasil         | —                              |                |
| 31 de maio de 2002      | Salvador                 | Brasil         | —                              |                |
| 2 de junho de 2003      | Feira de Santana         | Brasil         | —                              |                |
| 6 de junho de 2003      | Vitória da Conquista     | Brasil         | —                              |                |
| 8 de junho de 2003      | João Pessoa              | Brasil         | —                              |                |
| 8 de junho de 2003      | Ilhéus                   | Brasil         | —                              |                |
| Ásia                    |                          |                |                                |                |
| 15 de junho de 2003     | Yokohama (横浜)          | Japão          | —                              |                |
| América do Sul          |                          |                |                                |                |
| 21 de junho de 2002     | São Luis                 | Brasil         | —                              |                |
| 22 de junho de 2002     | Rio de Janeiro           | Brasil         | —                              |                |
| 23 de junho de 2002     | Belo Horizonte           | Brasil         | —                              |                |
| 29 de junho de 2002     | Montes Claros            | Brasil         | —                              |                |
| 30 de junho de 2002     | São Paulo                | Brasil         | Estádio do Canindé             |                |
| 1 de julho de 2002      | Salvador                 | Brasil         | —                              |                |
| 5 de julho de 2002      | Salvador                 | Brasil         | —                              |                |
| 7 de julho de 2002      | Maceió                   | Brasil         | —                              |                |
| 11 de julho de 2002     | João Pessoa              | Brasil         | —                              |                |
| 13 de julho de 2002     | Olinda                   | Brasil         | —                              |                |
| 19 de julho de 2002     | Goiânia                  | Brasil         | —                              |                |
| 20 de julho de 2002     | Brasília                 | Brasil         | —                              |                |
| 27 de julho de 2002     | São Bernardo do Campo    | Brasil         | —                              |                |
| 2 de agosto de 2002     | Rio de Janeiro           | Brasil         | —                              |                |
| 3 de agosto de 2002     | Porto Velho              | Brasil         | —                              |                |
| 10 de agosto de 2002    | Manaus                   | Brasil         | —                              |                |
| 11 de agosto de 2002    | Belém                    | Brasil         | —                              |                |
| 16 de agosto de 2002    | Rio de Janeiro           | Brasil         | Canecão                        |                |
| 17 de agosto de 2002    | Rio de Janeiro           | Brasil         | —                              |                |
| 23 de agosto de 2002    | Santo Antônio de Jesus   | Brasil         | —                              |                |
| 30 de agosto de 2002    | Aracaju                  | Brasil         | —                              |                |
| 1 de setembro de 2002   | Sobral                   | Brasil         | —                              |                |
| 6 de setembro de 2002   | Recife                   | Brasil         | —                              |                |
| 7 de setembro de 2002   | Juazeiro do Norte        | Brasil         | —                              |                |
| 12 de setembro de 2002  | Salvador                 | Brasil         | —                              |                |
| 13 de setembro de 2002  | Sobral                   | Brasil         | —                              |                |
| 14 de setembro de 2002  | Parnaíba                 | Brasil         | —                              |                |
| 21 de setembro de 2002  | Rio de Janeiro           | Brasil         | —                              |                |
| 28 de outubro de 2002   | Uberlândia               | Brasil         | —                              |                |
| 29 de outubro de 2002   | Luziânia                 | Brasil         | —                              |                |
| 5 de outubro de 2002    | Itabaianinha             | Brasil         | —                              |                |
| 6 de outubro de 2002    | Nossa Senhora do Socorro | Brasil         | —                              |                |
| 12 de outubro de 2002   | São Luis                 | Brasil         | —                              |                |
| 14 de outubro de 2002   | Teresina                 | Brasil         | —                              |                |
| 15 de outubro de 2002   | Carapicuíba              | Brasil         | —                              |                |
| 20 de outubro de 2002   | São Francisco do Conde   | Brasil         | —                              |                |
| 26 de outubro de 2002   | Florianópolis            | Brasil         | —                              |                |
| 28 de outubro de 2002   | Rio de Janeiro           | Brasil         | —                              |                |
| 1 de novembro de 2002   | Aracaju                  | Brasil         | —                              |                |
| 3 de novembro de 2002   | São Paulo                | Brasil         | —                              |                |
| 9 de novembro de 2002   | Rio de Janeiro           | Brasil         | —                              |                |
| 14 de novembro de 2002  | Olinda                   | Brasil         | —                              |                |
| 15 de novembro de 2002  | Jaboatão dos Guararapes  | Brasil         | —                              |                |
| 16 de novembro de 2002  | Salvador                 | Brasil         | —                              |                |
| 15 de novembro de 2002  | Cabo de Santo Agostinho  | Brasil         | —                              |                |
| 22 de novembro de 2002  | Vitória                  | Brasil         | Praia de Camburi               |                |
| 29 de novembro de 2002  | Petrolina                | Brasil         | —                              |                |
| 30 de novembro de 2002  | Anápolis                 | Brasil         | —                              |                |
| 7 de dezembro de 2002   | Senhor do Bonfim         | Brasil         | —                              |                |
| 8 de dezembro de 2002   | Juazeiro                 | Brasil         | —                              |                |
| 13 de dezembro de 2002  | São Paulo                | Brasil         | —                              |                |
| 15 de dezembro de 2002  | Rio de Janeiro           | Brasil         | —                              |                |
| 21 de dezembro de 2002  | Ilhéus                   | Brasil         | —                              |                |
| 31 de dezembro de 2002  | Salvador                 | Brasil         | Farol da Barra                 |                |
| 3 de janeiro de 2003    | Ubatuba                  | Brasil         | —                              |                |
| 4 de janeiro de 2003    | Praia Grande             | Brasil         | —                              |                |
| 10 de janeiro de 2003   | Rio de Janeiro           | Brasil         | —                              |                |
| 12 de janeiro de 2003   | Osasco                   | Brasil         | —                              |                |
| 17 de janeiro de 2003   | Salvador                 | Brasil         | —                              |                |
| 18 de janeiro de 2003   | Rio de Janeiro           | Brasil         | —                              |                |
| 25 de janeiro de 2003   | Novo Gama                | Brasil         | —                              |                |
| 1 de fevereiro de 2003  | Salvador                 | Brasil         | —                              |                |
| 2 de fevereiro de 2003  | Salvador                 | Brasil         | Festival de Verão de Salvador  |                |
| 7 de fevereiro de 2003  | Recife                   | Brasil         | —                              |                |
| 8 de fevereiro de 2003  | Maceió                   | Brasil         | —                              |                |
| 16 de fevereiro de 2003 | Belém                    | Brasil         | —                              |                |
| 27 de fevereiro de 2003 | Salvador                 | Brasil         | Carnaval                       |                |
| 28 de fevereiro de 2003 | Salvador                 | Brasil         | Carnaval                       |                |
| 1 de março de 2003      | Salvador                 | Brasil         | Carnaval                       |                |
| 2 de março de 2003      | Salvador                 | Brasil         | Carnaval                       |                |
| 3 de março de 2003      | Salvador                 | Brasil         | Carnaval                       |                |
| 4 de março de 2003      | Salvador                 | Brasil         | Carnaval                       |                |
| 5 de março de 2003      | Salvador                 | Brasil         | Carnaval                       |                |